# دوميترو بوغدان
دوميترو بوغدان (بالرومانية: Dumitru Bogdan)‏ هو لاعب كرة قدم مولدوفي في مركز الدفاع، ولد في 4 مارس 1989 في كيشيناو في مولدوفا. لعب مع نادي توبول ونادي طراز.

## وصلات خارجية
- دوميترو بوغدان على موقع قاعدة بيانات كرة القدم.إي يو (الإنجليزية)
- دوميترو بوغدان على موقع Soccerway.com (الإنجليزية)